# Temple de Thoth
El temple de Thoth o capella de Thoth-Ibis és una edificació religiosa al llogaret de Qasr al-Aguz, proper a Madinet Habu (uns 200 metres al sud-oest), i dins la zona de Luxor, que fou construïda per Ptolemeu VII Evergetes i fou dedicat a Thoth-Ibis (Djd-hr-pa-hb o Djhwty-stm), una forma especial del deu Thoth referit en els ritus del culte de Djeme per Imhotep en el seu paper de mantenidor del culte.
L'edifici és prou ben conservat i és d'estructura simple. Els murs exteriors no tenen decoracions. S'hi accedeix per una porta monumental que dona a un pati interior de 14 metres el sostre del qual devia tenir uns 7 metres. Segueix una pronaos o sala hipòstila però sense autèntiques columnes. Al darrere hi ha la capella que fa 13 x 8 metres; dos antecambres feien de vestíbul i allí s'han trobat els cartutxos de Ptolemeu i la seva dona i germana Cleòpatra; a una de les antecambres, la segona, mostra el rei fent ofrenes als déus. Al darrere hi ha tres cambres més de funció desconeguda, ja que si eren santuaris no haurien de tenir obertures i potser s'havien de tancar al fer les cerimònies, i a la resta del temps eren sanatoris o llocs dels oracles. No té escultures i només escenes pintades, fet inhabitual als monuments ptolemaics.